# Bob Armstrong
T. Robert "Bob" Armstrong (Detroit, Michigan, 17-Plymouth, Michigan, 5 de gener de 2016) va ser un jugador de bàsquet nord-americà que va disputar una temporada en l'NBA. Amb 2,03 metres d'alçada, jugava en la posició d'aler pivot.

## Trajectòria esportiva

### Universitat
Va jugar durant tres temporades amb els Spartans de la Universitat Estatal de Michigan, on va liderar l'equip en percentatge de tirs de camp el 1953.

### Professional
Va ser triat en el Draft de l'NBA del 1955 pels Rochester Royals, però no va ser fins a 1956 quan va debutar com a professional amb la samarreta dels Philadelphia Warriors, amb els quals va disputar 19 partits en els quals va obtenir una mitjana d'1,5 punts i 2,1 rebots.

#### Estadístiques en l'NBA

##### Temporada regular
| Temporada | Edat | Equip                 | Lliga | P  | TIT | MIN | TC  | TCA | %TC  | 3P | 3PA | %3P | TL  | TLA | %TL  | R.of. | R.DEF. | REB | ASIS | ROB | TAP | PER | FP  | PTS |
| 1956-57   | 23   | Philadelphia Warriors | NBA   | 19 |     | 5.8 | 0.6 | 1.9 | .297 |    |     |     | 0.3 | 0.6 | .500 |       |        | 2.1 | 0.2  |     |     |     | 0.7 | 1.5 |
| Total     |      |                       | NBA   | 19 |     | 5.8 | 0.6 | 1.9 | .297 |    |     |     | 0.3 | 0.6 | .500 |       |        | 2.1 | 0.2  |     |     |     | 0.7 | 1.5 |